# Atak na Poznań (1770)
Atak na Poznań – bitwa konfederatów barskich z siłami rosyjskimi, do której doszło pod Poznaniem i w jego okolicach od 16 do 19 października 1770.
W marcu 1770 Poznań rządzony przez konfederatów barskich, został zajęty przez siły rosyjskie pod dowództwem Karola Rönnego. Wcześniej przednie straże kozackie pod wodzą barona Schlippenbacha wyparły resztki wojsk konfederackich, m.in. po potyczce pod Tarnowem Podgórnym. Strata miasta została uznana za wielką klęskę Konfederacji. Rönne, po objęciu dowództwa w Poznaniu, umocnił fortyfikacje, nałożył kontrybucje na mieszczan i zapędził część z nich do prac ziemnych. Poznań stał się punktem wypadowym do walk z oddziałami konfederackimi operującymi na terenie Wielkopolski. M.in., w obawie przed atakiem konfederatów na Konin, część załogi Poznania została tam oddelegowana w październiku 1770. W mieście pozostało około 1000 Rosjan i kilka armat.
Na powyższą sytuację zareagował Kazimierz Pułaski, który licząc na wywindowanie swojej pozycji wśród marszałków Konfederacji, postanowił zdobyć Poznań. Atak rozpoczęto 16 października, nadchodząc od strony Gostynia, poprzez Śrem, Mosinę, Luboń i Dębiec. 19 października z rana zajęto wsie podpoznańskie od strony południowej, np. Wildę i zmuszono Rosjan (także kawalerię) do zamknięcia się w murach miasta. Wieczorem do Konfederatów dołączyła piechota Antoniego Madalińskiego z dwiema armatami. Niezwłocznie rozpoczęto ostrzał Bramy Wrocławskiej, a potem, nocą także ataki od strony kościoła św. Marcina. Wszystkie te zabiegi okazały się nieskuteczne i zniechęciły Pułaskiego, który dodatkowo nie znał liczby Rosjan zamkniętych w Poznaniu. Po dotarciu niesprawdzonych pogłosek o zbliżaniu się odsieczy pod wodzą majora Iwana Drewicza, zrezygnowany Pułaski nakazał odwrót przez Luboń i Stęszew, ku Częstochowie, gdzie spodziewano się ataku Rosjan na Jasną Górę.
Poznań próbowano jeszcze odzyskać 9 listopada od strony Chwaliszewa, w końcu grudnia 1770, oraz w styczniu 1771.